# Hilarempis julianus
Hilarempis julianus är en tvåvingeart som beskrevs av Smith 1967. Hilarempis julianus ingår i släktet Hilarempis och familjen dansflugor. Inga underarter finns listade i Catalogue of Life.